# Carlo Tosi
Carlo Tosi (Busto Arsizio, 10 luglio 1894 – Courmayeur, 21 agosto 1956) è stato un ufficiale, aviatore e avvocato italiano, particolarmente distintosi nel corso della prima guerra mondiale dove fu decorato con tre Medaglie d'argento e una di bronzo al valor militare.

## Biografia
Nacque a Busto Arsizio il 10 luglio 1894, in una delle famiglie più note della città. Compì gli studi nella sua città natale, a Milano e a Pavia, laureandosi in legge con specializzazione civile e commerciale. Fu arruolato nel Regio Esercito per svolgere il servizio militare obbligatorio, frequentò i Corsi presso la Scuola allievi ufficiali di Modena da cui uscì con il grado di sottotenente di complemento, assegnato all'arma di fanteria in forza al 135º Reggimento fanteria. Lo scoppio delle ostilità con l'Impero austro-ungarico, avvenuto il 25 maggio 1915, lo trovò schierato al fronte.
Appassionatosi al mondo dell'aviazione fu trasferito al Battaglione Aviatori per essere mandato alla Scuola di volo di Pau, in Francia, dove ottenne il brevetto di pilota militare. Rientrato in Patria nella primavera 1917, dal 10 aprile prese servizio nella 21ª Squadriglia  di stanza sul campo d'aviazione di Campoformido, equipaggiata con i Savoia-Pomilio SP.2 e SP.3. Il 28 settembre rimase ferito ad un braccio in combattimento, e verso la fine dell'anno risultava insignito di tre Medaglie d'argento al valor militare e un Encomio Solenne. 
Nel 1918 è trasferito in forza alla 82ª Squadriglia caccia, di stanza sul Campo di aviazione di Gazzo ed equipaggiata con velivoli Hanriot HD.1. Tra il mese di giugno e quallo di luglio partecipò a numerose missioni, abbattendo un aereo nemico il 29 luglio. Per questo fatto fu decorato con una Medaglia di bronzo al valor militare. 
Congedatosi al termine del conflitto, ritornò alla vita civile nel suo paese natale esercitando la professione di avvocato. Durante il periodo del fascismo non si occupò mai di politica, ma dopo l'armistizio dell'8 settembre 1943 entrò nel movimento di resistenza. Nel maggio 1944 divenne comandante della Divisione Alto Milanese, venendo arrestato e successivamente liberato. Il 25 aprile 1945 partecipa all'insurrezione generale, ricevendo la resa del presidio militare tedesco di Sacconago.
Dopo la liberazione per il suo antifascismo fu nominato Prefetto di Varese, incarico che mantenne per oltre un anno. Successivamente fu eletto consigliere comunale di Busto Arsizio,  ma lasciò la vita pubblica nel corso del 1948 dedicandosi completamente alla sua professione. Nominato Vicepresidente della Società Aeroporto di Busto Arsizio s.p.a. - Aeroporto Intercontinentale della Malpensa, si spegne improvvisamente a Courmayeur il 21 agosto 1956.